# Pouillenay
Pouillenay ist eine französische Gemeinde mit 589 Einwohnern (Stand 1. Januar 2022) im Département Côte-d’Or in der Region Bourgogne-Franche-Comté. Sie gehört zum Kanton Montbard und zum gleichnamigen Arrondissement.
Nachbargemeinden sind Mussy-la-Fosse im Nordwesten, Flavigny-sur-Ozerain im Nordosten, Marigny-le-Cahouët im Südosten, Chassey im Süden, Magny-la-Ville im Südwesten sowie Souhey, Juilly und Massingy-lès-Semur im Westen. 

## Bevölkerungsentwicklung
| Jahr                       | 1962 | 1968 | 1975 | 1982 | 1990 | 1999 | 2008 | 2015 |
| -------------------------- | ---- | ---- | ---- | ---- | ---- | ---- | ---- | ---- |
| Einwohner                  | 604  | 636  | 536  | 481  | 523  | 538  | 552  | 591  |
| Quellen: Cassini und INSEE |      |      |      |      |      |      |      |      |